# Hayley Williams
Hayley Nichole Williams, född 27 december 1988 i Meridian, Mississippi, är en amerikansk sångerska, låtskrivare, musiker och affärskvinna som sjunger i bandet Paramore.

## Liv och karriär
År 2002, när hon var 13 år, flyttade Williams från hemstaden Meridian, Mississippi, till Franklin, Tennessee, där hon träffade före detta bandmedlemmen Josh Farro (medlem 2004-2010) och nuvarande bandmedlemmen Zac Farro i sin nya skola. I Franklin började hon ta röstlektioner för Brett Manning. Medan hon fortfarande gick i skolan sökte hon även till ett lokalt coverband som hette The Factory. Där träffade hon före detta bandmedlemmen Jeremy Davis.
Williams upptäcktes 2003 av Dave Steunebrink och Richard Williams som skrev skivkontrakt med 14-åringen, vilket skulle vara i 2 år. Enligt en intervju med tidigare chef Jeff Hanson gjord av HitQuarters, upptäcktes hon när hon skrev poplåtar med topplåtskrivare i Nashville. Hon introducerades för Tom Storms (Atlantic Records A&R) genom Richards advokater Jim Zumwalt och Kent Marcus, och fick sedan ett skivkontrakt på skivbolaget av Jason Flom. Skivbolagets ursprungliga plan för sin nya artist var att göra henne till en solo-artist som sjöng pop, men Hayley invände mot detta och sade att hon ville vara en del av ett band och spela alternativ musik. Atlantic bestämde sig för att gå med på hennes önskemål och hon bildade då Paramore med Jeremy Davis, Josh Farro och Zac Farro.
Paramores musik var ursprungligen tänkt att komma ut på Atlantic Records men bolagets marknadsavdelning bestämde att det skulle vara bättre för bandets image att inte ha dem knutna till en stor etikett. De släppte istället sin musik genom det "häftigare" nisch-bolaget Fueled by Ramen.
Under 2007 dök Williams upp i musikvideon till "Kiss Me" av New Found Glory. I 2007 års Kerrang! Readers' Poll slutade hon tvåa efter Evanescences Amy Lee i "sexigaste kvinna"-kategorin, men vann samma kategori både följande år (2008) och året efter (2009). Hon finns också med som en spelbar karaktär i TV-spelet Guitar Hero World Tour.
Williams skrev och spelade in låten "Teenagers", som var med i soundtracket till filmen Jennifer's Body. Efter släppet av "Teenagers" sade Williams att hon inte hade några planer på att etablera sig som soloartist. År 2010 framträdde hon på spåren "Airplanes" och "Airplanes (part II)" från alternativa rapparen B.o.B:s debutalbum, B.o.B Presents: The Adventures of Bobby Ray. "Airplanes" släpptes senare som singel, var med på topp tio i nitton länder, däribland topplaceringar i Storbritannien och Nya Zeeland.
Paramore har även gjort två soundtracks till de kända filmerna The Twilight Saga som heter Decode och I Caught Myself.
2013 medverkade hon på hitlåten "Stay the night" med Zedd.